# 1910–1911-es román labdarúgó-bajnokság (első osztály)
Az 1910–11-es román labdarúgó-bajnokság a román labdarúgó-bajnokság legmagasabb osztályának második alkalommal megrendezett bajnoki éve volt. A pontvadászat 3 csapat részvételével zajlott. 
A bajnokságot az Olimpia București nyerte az ezüstérmes United Ploiești, és a bronzérmes Colentina București előtt.